# مرگ سزار (ولتر)
مرگ سزار (به فرانسوی: La Mort de César) یک درام اثر ولتر، نویسندهٔ فرانسوی عصر روشنگری، است که در ۱۷۳۱ میلادی در سه پرده نگارش شد و نخست در ۱۷۳۵ به طبع رسید. این اثر پیرامون قتل ژولیوس سزار، دیکتاتور و سردار نامدار جمهوری روم، در نیمه مارس ۴۴ قبل از میلاد است و شخصیت‌های اصلی آن سزار و بروتوس هستند و ولتر آن را از روی نمایشنامهٔ ژولیوس سزار اثر ویلیام شکسپیر الهام گرفته بود.
مؤلف چاپ نخست کتابش را، که در ۱۷۳۵ در آمستردام منتشر شده بود، رد کرد؛ حال‌آنکه سال بعد اثرش در لندن با تأیید و ویرایش وی چاپ شد.

## پردهٔ اول
سال ۴۴ ق.م. است و جنگ داخلی سزار به‌پایان رسیده و قیصر (سزار) فاتح به‌عنوان دیکتاتور نصب شده‌است و بر آنست بر شاهنشاهی اشکانی حمله ببرد اما مضطرب و مشوش است. پس چون معاون وی، مارکوس آنتونیوس، سبب اضطرابش را می‌پرسد، پاسخش می‌دهد که او پدر مارکوس یونیوس بروتوسی است که خوارش می‌دارد. در حقیقت، سرویلیا، مادر بروتوس و معشوقهٔ قیصر، پیش از مرگش نوشته‌ای از خود برجای گذاشته بود که نشان می‌داد سزار پدر بروتوس است، حقیقتی که بروتوس را از آن خبر نبود.
وقتی سزار با بروتوس و کاسیوس و دیگر جمهوری‌خواهان سرسخت و مخالفان سیاسی‌اش روبرو می‌شود، انتقادات تیز بروتوس را گوش می‌دهد و تأمل می‌کند که باید ترحم را پیشه سازد یا خشونت را. او بیشتر متمایل به عفو و بخشش است، لیکن آنتونیوس وامی‌داردش که شفقت نشان ندهد.

## پردهٔ دوم
برای بروتوس نامه‌های بسیاری سرازیر می‌شود که او را برمی‌انگیزد بر سزار بشورد و جد دورش لوکیوس یونیوس بروتوس را سرمشق قرار دهد، و او را بابت عدم‌قاطعیتش می‌نکوهد. پس چون بروتوس بدین نامه‌ها برانگیخته و سرشار از حس غرور به جد دورش شد، دلیر گشت و دلیری خویش را به یاران خود نیز القا کرد و جملگی نقشهٔ قتل سزار را کشیدند.
کمی بعد، بروتوس با سزار مقابل می‌شود و باز نفرتش از مستبدان را بدو گوشزد می‌کند. اینبار، دیکتاتور دست‌نوشتهٔ مادرش، سرویلیا، را بدو می‌نمایانَد و حقیقت را بر وی فاش می‌کند.

## پردهٔ سوم
این افشاگری نقشه‌های بروتوس را برهم زد. او از سویی قیصر را عزیز می‌داشت و از آن‌سو نمی‌توانست نسبت‌به سرنوشت جمهوری بی‌تفاوت بماند، جمهوریی که قیصر آزادی‌اش را مورد تهدید قرار داده بود؛ وی امید داشت راهی بیابد که هم قیصر هم جمهوری را محفوظ بدارد. او با توطئه‌چینان دیدار کرد و ایشان را از حقیقتی که سزار بر وی افشا کرده بود خبر کرد. در نهایت، براثر معاشرت با آن توطئه‌گران و با رجوع‌به ضمیر خویش، تصمیم گرفت به‌هر قیمت نقشهٔ قتل را عملی کند.
بدین‌سان، در ۱۵ مارس ۴۴ ق.م. سزار در کوریا پومپیئا (ساختمان سنا) کشته شد؛ کاسیوس با دشنه‌ای آغشته به خون قیصر در انظار عموم ظاهر شد و شهروندان را از مرگ او خبر داد و از ایشان درخواست که قاتلان سزار را آزادی‌بخشان جمهوری بدانند و حمایت کنند؛ لیکن مارکوس آنتونیوس با نطقی در دفاع از سزار و بیان ترحم و بخشش او توده‌ها را به دوستی سزار برانگیخت.

## نگارش درام
ولتر ابتدا آن قسمتِ نمایشنامه‌ی شکسپیر را که نطق مارکوس آنتونیوس در برابر جنازهٔ سزار را روایت می‌کند به فرانسوی ترجمه کرد؛ لیکن قسمت‌هایی از آن را بربرگونه و زمخت و ناخوشایند یافت و بر آن شد خودش نمایش‌نامهٔ نویی بنویسد که هرچند با آنِ شکسپیر متفاوت است، روح و حال‌وهوای انگلیسی‌اش را در خود محفوظ دارد.